# Burgstadel Rimbach
Der Burgstadel Rimbach ist eine abgegangene Burg in der Gemeinde Rimbach im Landkreis Bergstraße in Hessen.
Im 14. Jahrhundert wird der „Burgstadel“ im Besitz des Ministerialengeschlechtes der Vetzer von Rimbach erwähnt und 1409 als zeitweiliger Besitz von Gerhard Vetzers (von Geißspitzheim) an Schenk Konrad von Erbach zu Lehen (auf Lebenszeit und solange er nicht einen geistlichen Stand einnimmt) gegeben. Vermutlich ist die Burganlage im 15. Jahrhundert abgegangen und heute nicht mehr auffindbar. Ihre Lage wird nahe der Kirche vermutet.